# Дрмоул
Дрмоул (чеськ. Drmoul; нім. Dürrmaul) — селo в Чехії, розташоване в окресі  Хеб Карловарського краю за 3,5 кілометри на південний захід від міста Маріанські Лазні. Станом на 2024 рік у селі проживає трохи більше ніж 1000 людей.

## Географія
Дрмоул розташовується в окресі Хеб Карловарського краю Чехії на висоті 562 метри над рівнем моря на височині Планська на самому краю гірського хребта Чеський Ліс. Село знаходиться за 3,5 кілометри на південний захід від міста Маріанські Лазні. Площа села складає 6,37 квадратних кілометри, з яких 1,79 квадратних кілометра зайнято лісом.

## Історія
Інформація щодо першої письмової згадки про Дрмоул різниться. Відповідно до довідника, виданого Чеським статистичним управлінням, перша письмова згадка по Дрмоул датується 1479 роком. За іншими даними, перше повідомлення датується 1366—1368 роками, оскільки село Dürrenmaul тоді було зазначене серед місцевостей, що належали до так званої «Нової Богемії» короля Богемії та імператора Священої Римської імперії Карла IV.
Відповідно до даних із судового спору між Буріаном фон Ґутштайном і Гайнріхом фон Плауеном 1455 року Дрмоул належав до території Тахновського замку.
Відповідно до грамот, датованих 1460 роком, Дрмоул, ймовірно, належав лицарському роду Фрас з Боршеґрюнського замку. Кашпар Фрас називав себе «засідаючим у Дрмоулі», але вже в наступній грамоті 1488 року так себе не титуловав, й імовірно вже не володів Дрмоулом.
В архіві міста Хеб є відомості, датовані 1522 роком, в який власником Дрмоулу вказується Вільгельм з Обенберґу. Після Вільгельма Дрмоулом володіли лицарі з Марктредвіца. Першим, хто називався лицарем Вітом з Марктредвіца (Veit von Redwitz) у 1532 році, був один із таховських васалів. Після 1555 року Віт продав чи передав своїм синам, які згодом втратили його через суперечки.
Після Тридцятилітньої війни Дрмоул перестав бути єдиним майновим комплексом. Відповідно до податкового реєстру 1654 року Дрмоул був поділений на дві частини між двома власниками. Першою частиною був Дюрмаул (нім. Dürrmaul) з водною фортецею, і належав до володіння Ходова Плана, яке до 1622 року належало Йошту Адаму Ширнтінґару зі Ширтінґу, який втратив усе своє майно за участь у Богемському повстанні 1618—1620 років. Друга частина Дрмоула називалась «Трмали», також відома як «Дрмалово», до складу яких входили до яких належали володіння Панська гора і Рудник Святого Віта. Дрмоул залишався розділеним на дві частини до 1674 року, коли Трмали і Дюрмаул об'єдналися і стали однією громадою. Громада залишалася частиною володіння Ходова Плана до скасування панського управління.
Після 1674 року Дрмоул був придбаний родом Гаймгаузенів з Ходової Плани. Гаймгаузени володіли Дрмоулом до 1848 року. Зазначається, що граф Ганс Ернст фон Берхем-Гаймгаузен володів на території громади землею та спорудами площею 128 гектарів, в громаді було 119 будинків, проживали 902 особи, з яких 101 особа були євреями. В громаді також була трикласна школа, поглиблена сільськогосподарська школа і єврейська школа. У 17 столітті неподалік від Дрмоулу виникло поселення Рудник Святого Віта, де видобували мідну руду. Рудник був знищений у 1756 році внаслідок пошкодження водяних насосів. У 1924 році в Дрмоулі була заснована однокласна школа для чеської меншини. Вона була ліквідована у 1937 році. У 1924 році було побудовано Церкву Святого Йосипа і в ній були встановлені дошки з іменами жертв Першої світової війни. Загалом у боях на фронтах у Сербії, Італії та Росії загинуло 52 чоловіки з Дрмоулу. Ще 9 чоловіків померли від наслідків поранень вдома. У 1929 році в Дрмоулі було відкрито поштове відділення і новий жандармський пост.
У період з 1938 до 1945 року Дрмоул, внаслідок укладення Мюнхенської угоди, був приєднаний до нацистської Німеччини. 9 листопада 1938 року, під час так званої Кришталевої ночі, була спалена місцева синагога. Дрмоул був звільнений американською армією 6 травня 1945 року. Після Другої світової війни відбулося виселення німецького населення. Після кількох хвиль депортацій село залишилося майже порожнім, в Дрмоулі не залишилося навіть німецьких антифашистів. Після цього відбувалось масове заселення з усіх куточків країни, переважно з Верхньої Сілезії та зі Словаччини. Поступово вдалося знову заселити село.

## Економіка
У селі діє лісогосподарське підприємство, автофарбувальня, фірми зі складання проектів будівель та пожежної безпеки будівель, підприємство з ремонту і продажу насосної техніки, теплових насосів, ремонту електричних приладів, цукерня, кілька пансіонів, салон краси, ресторан, магазин продуктів харчування, товарів для дому та товарів для дрібних побутових потреб. Крім того, у селі надаються послуги з навчання іноземним мовам (німецькій, англійській, французькій та іспанській), а також послуги з різьби по рогам та кісткам тварин.

## Освіта
У селі діє школа, в якій учні навчаються з 1-ого по 5-ий клас. В рамках школи діють різноманітні гуртки (читальний, екологічний, гурток мажореток, гурток рухливих ігор), а також дитячий садок. Крім того, у селі надаються послуги з навчання іноземним мовам (німецькій, англійській, французькій та іспанській).

## Демографія
За переписом  у 1921 році в Дрмоулі проживало 1126 людей, в тому числі один чехословак, 1115 німців та десять іноземців. 1078 жителів були католиками, а 48 жителів — юдеями. Більшість мешканців працювала в сільському господарстві, частина їздила на роботу до Маріанськіх Лазнів. Після відкриття уранових рудників у Задньому Ходові у 1954 році відбувся приплив мешканців Дрмоулу.
| рік                | 1869 рік | 1880 рік | 1890 рік | 1900 рік | 1910 рік | 1921 рік | 1930 рік | 1950 рік | 1961 рік | 1970 рік | 1980 рік | 1991 рік | 2001 рік | 2011 рік |
| ------------------ | -------- | -------- | -------- | -------- | -------- | -------- | -------- | -------- | -------- | -------- | -------- | -------- | -------- | -------- |
| Населення          | 803      | 916      | 963      | 1038     | 1240     | 1126     | 1349     | 680      | 773      | 739      | 734      | 720      | 751      | 923      |
| Кількість будинків | 119      | 135      | 130      | 137      | 154      | 158      | 218      | 178      | 170      | 163      | 170      | 203      | 222      | 287      |

За даними Чеського статистичного управління від 17 квітня 2024 року в Дрмоулі проживають 1016 осіб, з яких 507 — чоловіків і 509 — жінок. Середній вік мешканця Дрмоула — 43,8.

## Єврейський цвинтар
Приблизно за 2 кілометри на захід від Дрмоулу розташований єврейський цвинтар. Площа цвинтаря становить близько 1511 м². Він був заснований заснований не пізніше XVII століття. Перша писемна згадка про нього датується 1676 роком.
Найдавніша могильна плита датується 1656 роком. Йдеться про чоловіка Іцхака, батька Якова.

## Транспорт
Територією села проходить автодорога I/21, яка до 2020 року проходила через центр села, але після відкриття обїздної дороги навколо Дрмоула і Трстеніце в 2020 році, вона була перенаправлена. Також у 2020 році було відкрито з'єднання з автодорогою II/230 у напрямку до Маріанських Лазень.

## Відомі люди
Айзек Меєр Вайз (1819—1900), американський реформістський рабин і письменник, навчався у Дрмоулі в хедері — єврейській релігійній початковій школі. У селі жив дід єврейського чеського письменника Норберта Фріда (1913—1976), який у своїй книзі «Зразок без ціни та пан єпископ» (чеськ. Vzorek bez ceny a pan biskup) описує цей регіон.

## Галерея

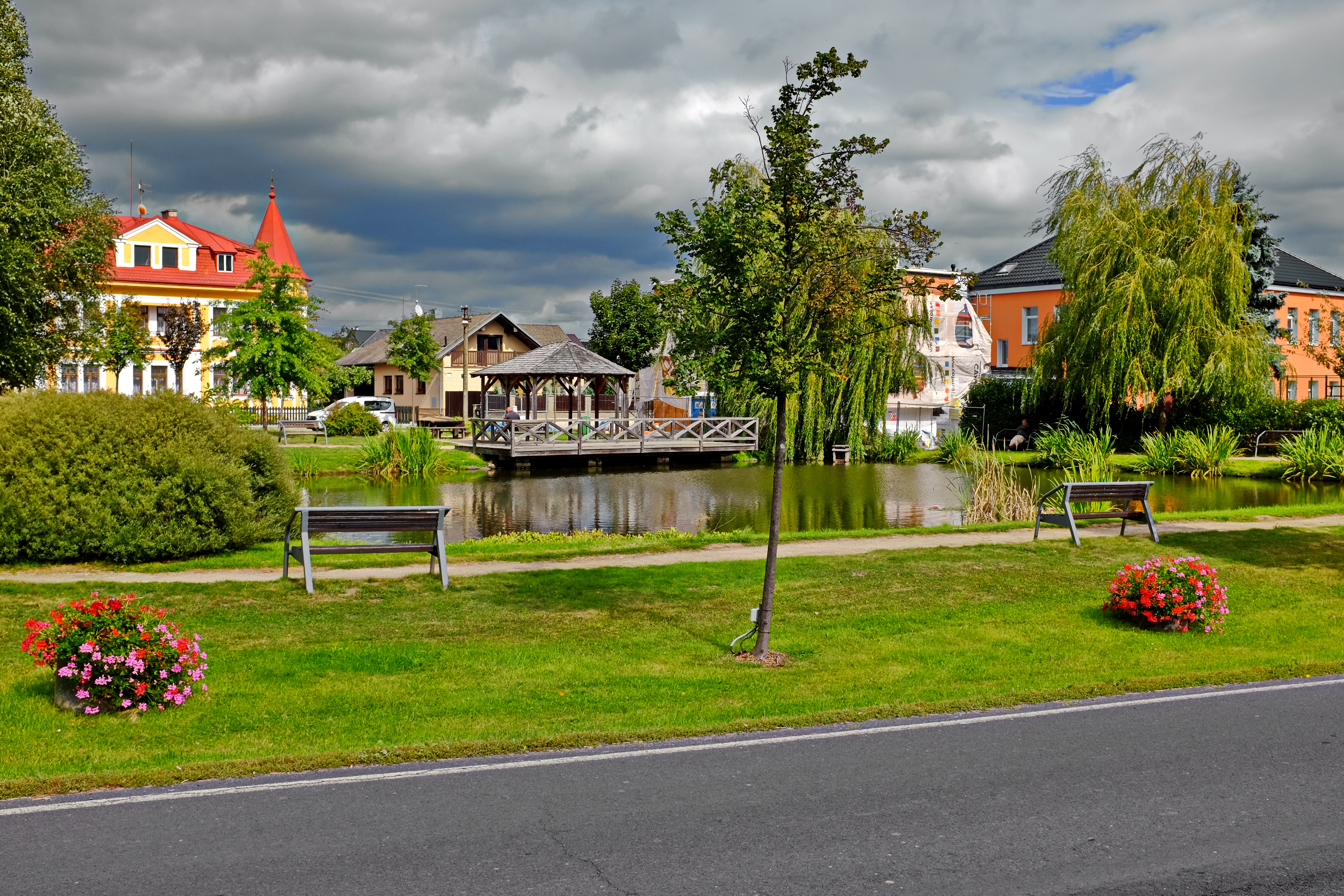
Сільська площа
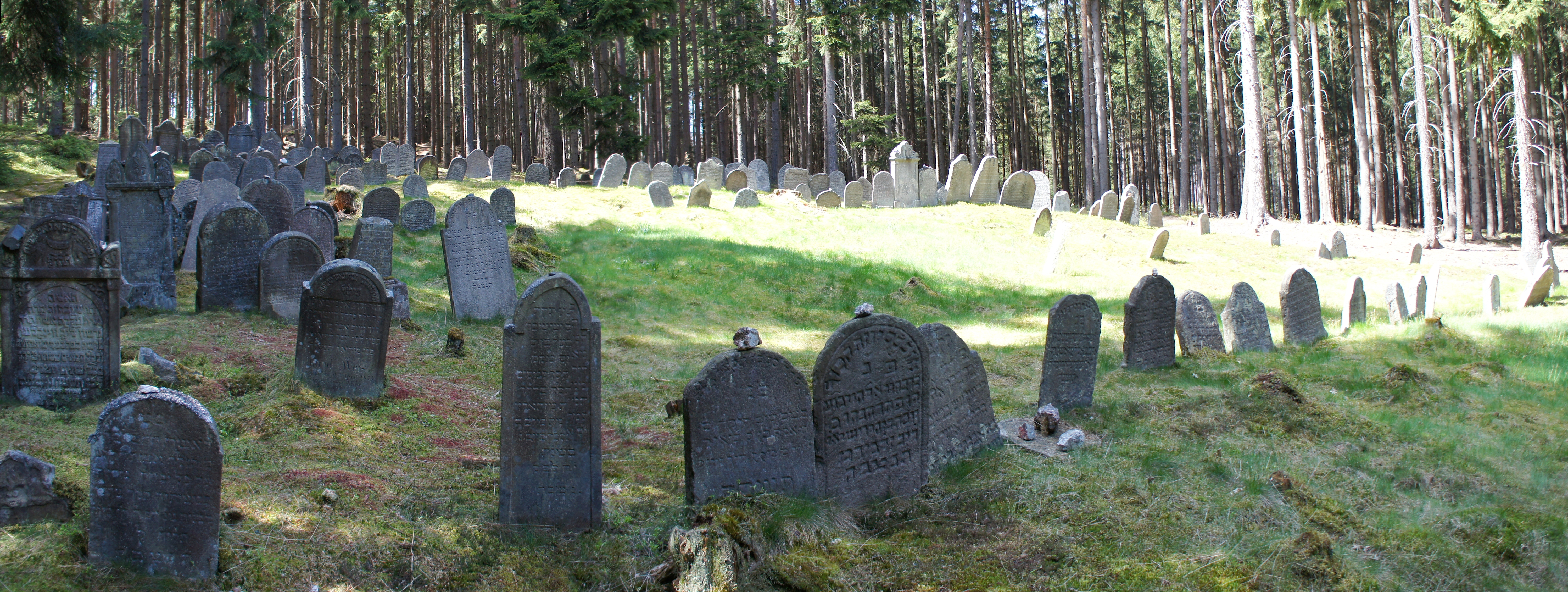
Єврейський цвинтар
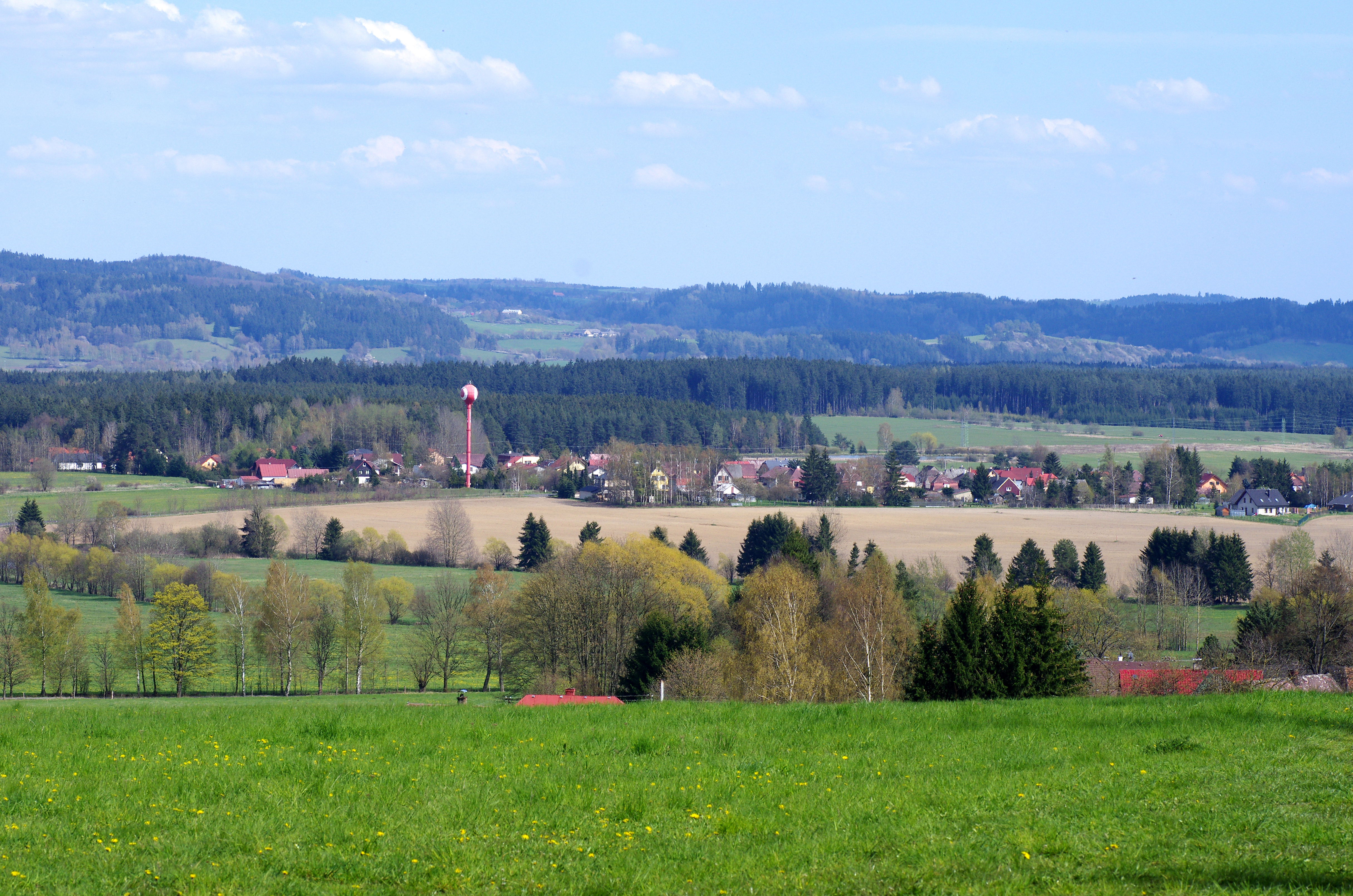
Вид з північного заходу
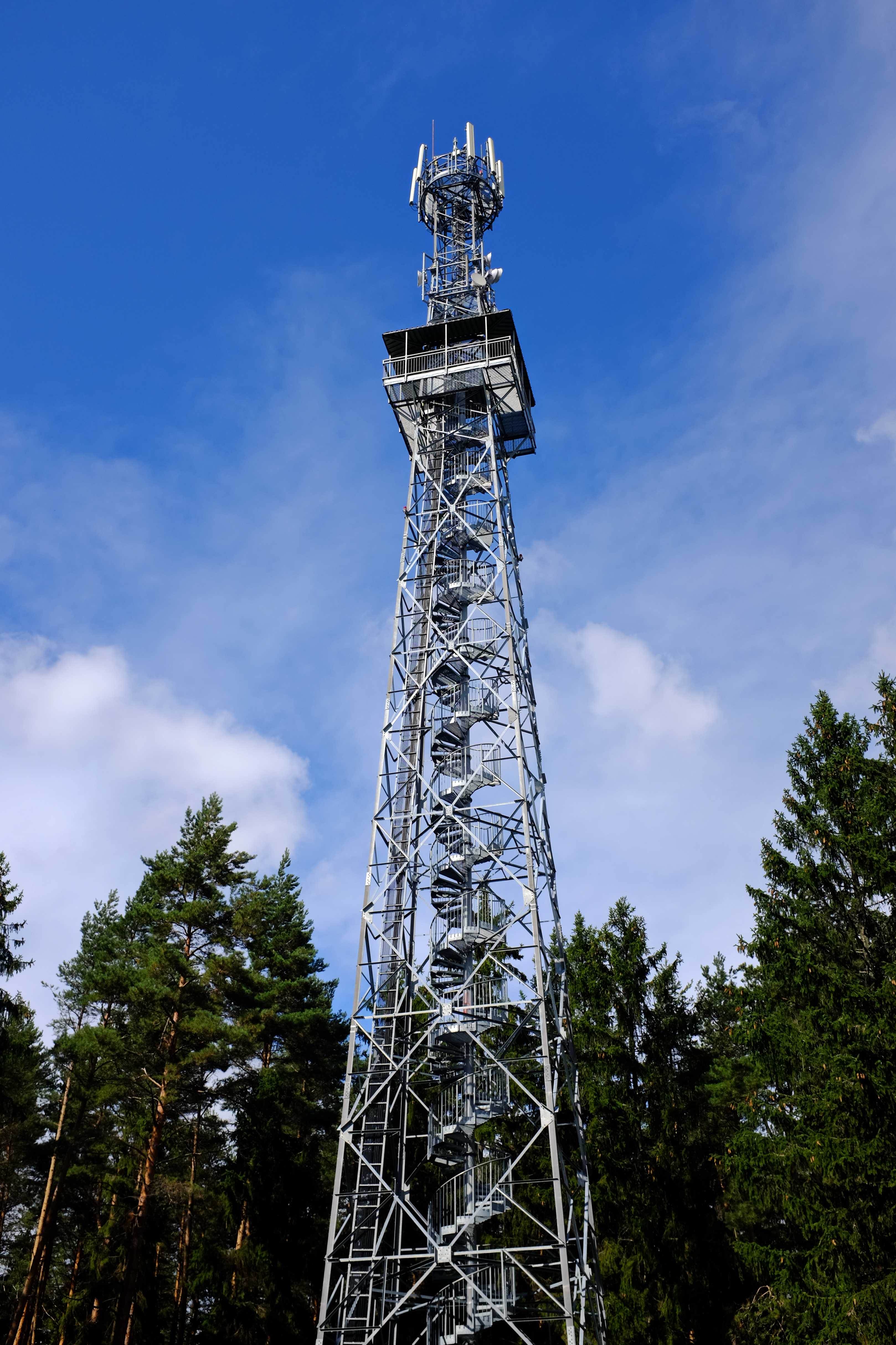
Оглядова вежа на Панській горі
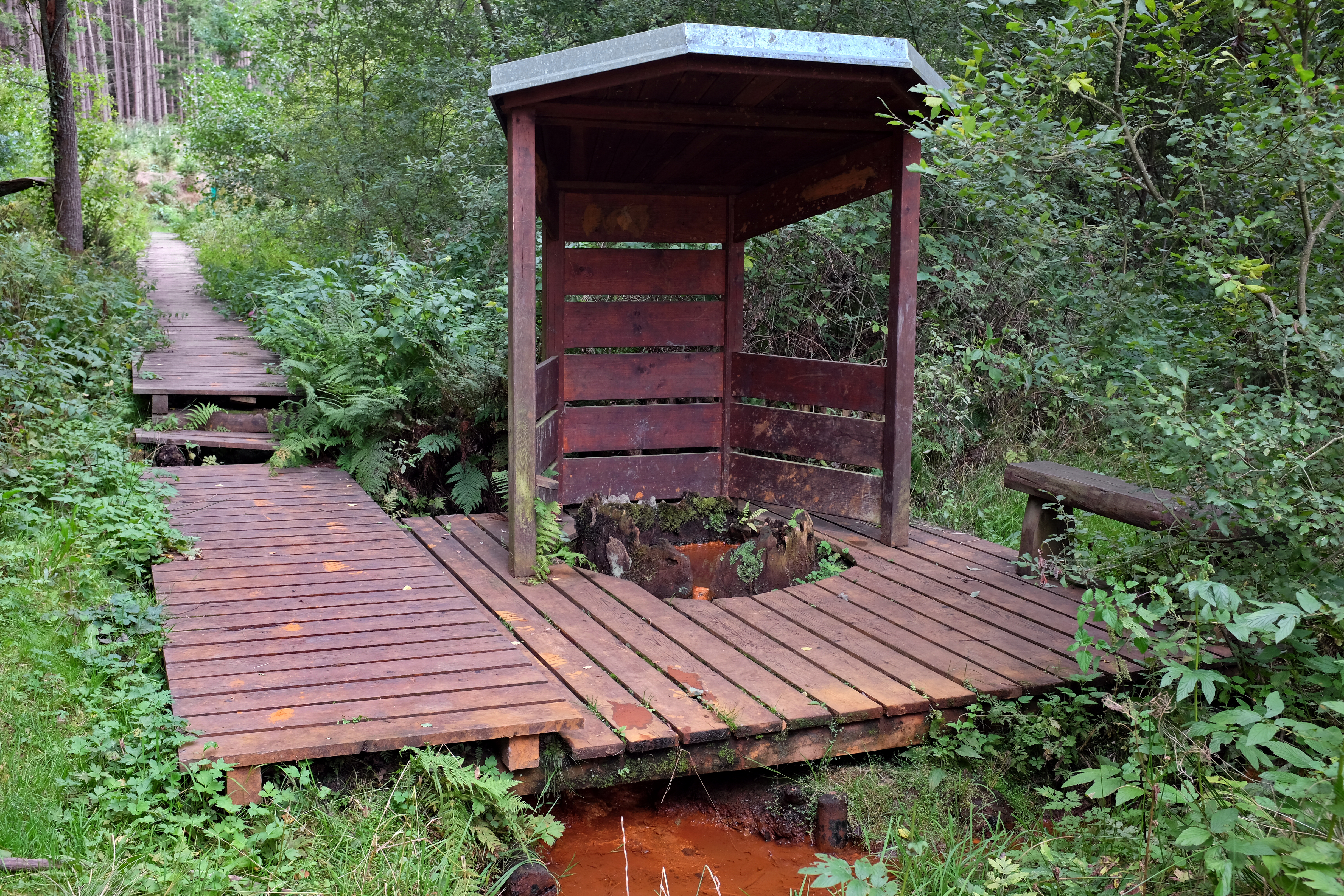
Мінеральне джерело «Панська кіселька»
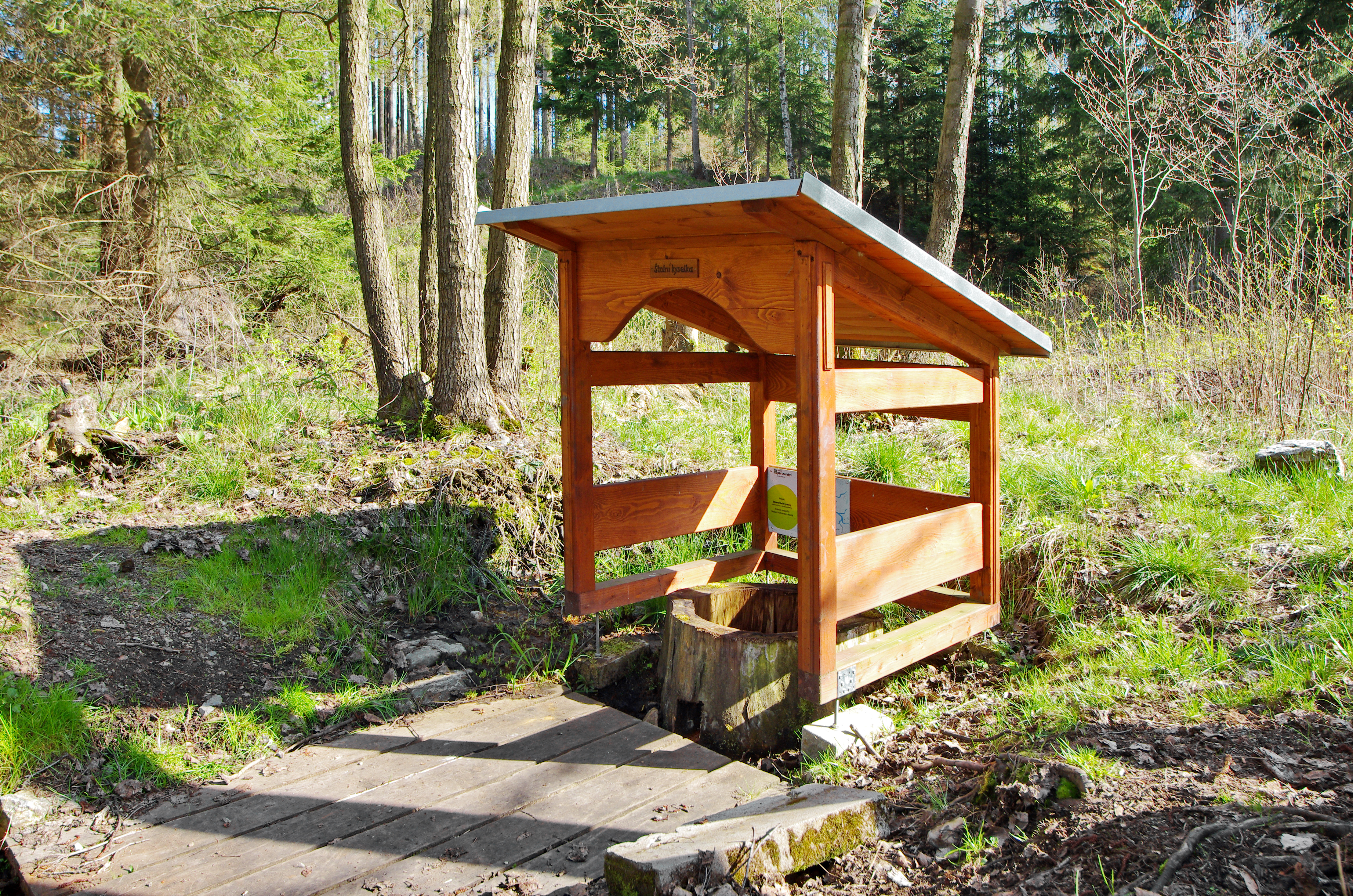
Мінеральне джерело «Столова кіселька»